# Ansegisus van Troyes
Ansegisus van Troyes (geboortejaar onbekend - 970) was bisschop van Troyes vanaf het jaar 912 tot zijn dood in 970. Dit betekent dat hij meer dan een halve eeuw bisschop in Troyes was, en steeds de ambitie had om graaf-bisschop van Troyes te zijn.

## Invallen van Noormannen
Ansegisus werd tot bisschop van Troyes gewijd in de jaren 914. Hij moet toen erg jong geweest zijn. Deze aanstelling gebeurde ten tijde van de regering van koning Karel de Eenvoudige, koning van West-Francië. Deze regering werd geplaagd door invallen van Noormannen in heel West-Francië, tot in de bovenloop van de Seine, aan de stad Troyes. Dit leidde naar een versnippering van de staatsmacht in West-Francië. Ansegisus profileerde zich als lokale machthebber, zoals vele andere edelen zoals de aartsbisschop van Reims. De echte machthebber was alzo Hugo de Grote, van de dynastie der Robertijnen, de rivaal van de in naam heersende Karolingers. In 924 versloeg hij bij Troyes de Noormannen, met hulp van de graaf van Sens, de graaf van Dijon en de bisschop van Langres. Ansegisus geraakte gewond en de bisschop van Langres stierf op het slagveld; de Noormannen werden evenwel verdreven. Ansegisus won in prestige, want aan de plunderingen van Troyes door Noormannen kwam er een einde.

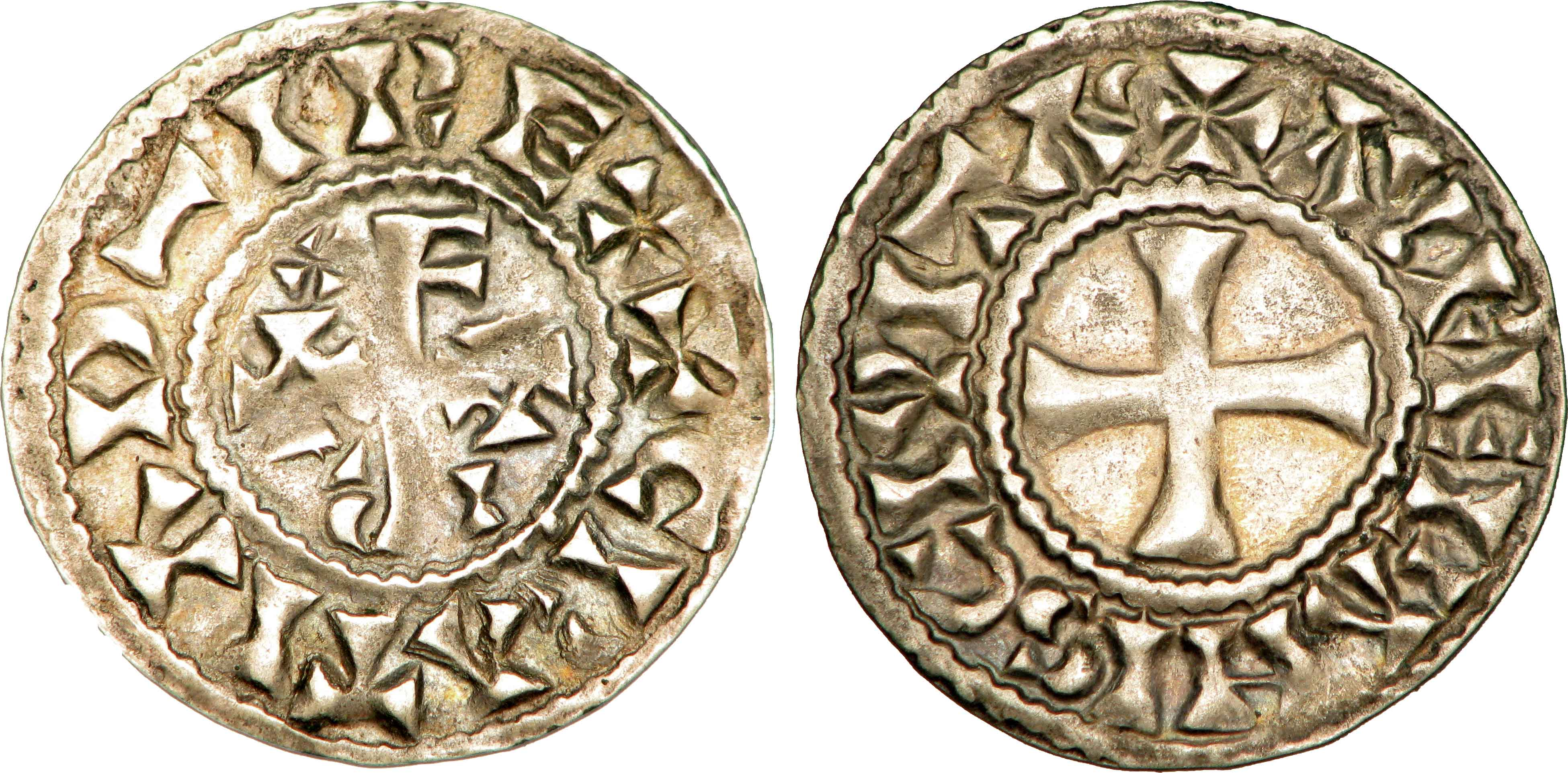
Muntstuk ten tijde van koning Rudolf van West-Frankenland

## Kanselier bij koning Rudolf
In 929 stierf de Karolinger Karel de Eenvoudige. Hugo de Grote weigerde de koningskroon van West-Francië en plaatste Rudolf van Bourgondië op de troon. Ansegisus volgde in 932 Abbo van Soissons op als kanselier van Frankrijk, in dienst van koning Rudolf. Het was een van de zeldzame keren dat de kanselier van Frankrijk niet de aartsbisschop van Reims was, maar de bisschop van Troyes. Ansegisus werd ook kapelaan van Rudolf en zijn naaste raadgever. Ansegisus bouwde Troyes uit als zijn machtsbasis en gedroeg zich als de feitelijke graaf van Troyes. In 936 stierf koning Rudolf. Hugo de Grote weigerde opnieuw de koningskroon en stuurde Ansegisus en andere edelen op missie om de Karolinger Lodewijk van Overzee te verwelkomen uit Engeland en hem te kronen.

## Onder de Karolingische koningen Lodewijk en Lotharius
Onder de regeringen van Lodewijk van Overzee en Lotharius verzwakte het centrale gezag in West-Francië nog meer. Deze koningen waren feitelijk afwezig in het bestuur. Robert, graaf van Meaux, veroverde Troyes en verjoeg Ansegisus uit de stad (958). Robert eigende zich de macht in het graafschap Troyes toe, op basis van dynastieke argumenten. Robert bouwde het grotere graafschap Champagne op. Ansegisus vluchtte de grens over naar Oost-Francië, waar hij bescherming zocht bij keizer Otto en zijn edelen. Een jaar later, in 959, belegerden de Saksische troepen de stad Troyes. De troepen stonden onder leiding van Bruno, aartsbisschop van Keulen, hertog van Bourgondië en tevens broer van keizer Otto. Graaf Robert was in staat de Saksische troepen te verslaan. Keizer Otto stuurde andermaal zijn broer Bruno, ditmaal op diplomatieke missie, naar West-Francië. Het kwam moeizaam tot een akkoord tussen Otto, Bruno en Ansegisus enerzijds en Robert anderzijds; opnieuw speelde de machtige edelman Hugo de Grote een bemiddelende rol. Het conflict werd tien jaar later beëindigd en Ansegisus keerde terug als bisschop van Troyes (969). Ansegisus moest zich tevreden stellen met een geestelijke rol in Troyes; de grafelijke rechten bleven in handen van graaf Robert.
Ansegisus stierf in 970 op een onbekende plaats.